# MAT Atom Deweloper Wrocław
Das Team MAT Atom Deweloper Wrocław ist ein polnisches Radsportteam im Frauenradsport mit Sitz in Wrocław.

## Organisation und Geschichte
Das Team wurde 2016 mit Unterstützung des polnischen Radsportverbandes von den ehemaligen Radrennfahrern Paulina Brzeźna und Pawel Bentkowski in Wrocław gegründet. Seit der Saison 2022 ist das Team als UCI Women’s Continental Team lizenziert, seitdem ist auch die Stadt Wrocław einer der Hauptsponsoren des Teams. Hauptziel des Teams ist die Förderung des polnischen Frauenradsports im Nachwuchsbereich.
Die Fahrerinnen des Teams kommen aus dem U23-Bereich, überwiegend aus Polen. Zu den ersten Fahrerinnen gehörte Marta Lach, die ihre Karriere im Team begann. Den ersten internationalen Sieg erzielte das Team noch als Renngemeinschaft bei der Belgrade GP Woman Tour 2021. In der Saison 2022 kam das Team auf 14 Saisonerfolge, 2023 nochmals auf 10. Leistungsträgerinnen des Teams waren zu dieser Zeit Dominika Włodarczyk, Agnieszka Skalniak-Sójka und die Schwestern Wiktoria und Daria Pikulik, die alle vier den Sprung in die UCI Women’s WorldTour schafften. 
Zusätzlich gibt es ein U19-Team, das in die Teamstrukturen integriert ist. 

## Saison 2025
Mannschaft
| Teamkader 2025          | Teamkader 2025     | Teamkader 2025 | Teamkader 2025  |
| Name                    | Geburtsdatum       | Land           | Vorheriges Team |
| ----------------------- | ------------------ | -------------- | --------------- |
| Barbara Cywińska        | 23. September 2005 | Polen          |                 |
| Marta Marek             | 21. April 2005     | Polen          |                 |
| Alicja Matuła           | 18. Juli 2006      | Polen          |                 |
| Malwina Mul             | 28. Februar 2004   | Polen          |                 |
| Urszula Sipko           | 21. November 2006  | Polen          |                 |
| Tamara Szalińska        | 2. Juni 2003       | Polen          |                 |
| Martyna Szczęsna        | 10. April 2005     | Polen          |                 |
| Maja Tracka             | 22. Juni 2004      | Polen          |                 |
| Sofia Ungerová          | 4. Juni 2006       | Slowakei       |                 |
| Olga Wankiewicz         | 15. Juni 2003      | Polen          |                 |
|                         |                    |                |                 |
| Quelle: ProCyclingStats |                    |                |                 |

Erfolge
| Siege | Siege  | Siege | Siege  | Siege  | Siege |
| Datum | Rennen | Staat | Klasse | Sieger |       |
| ----- | ------ | ----- | ------ | ------ | ----- |

## Erfolge pro Saison
| Rennserie                 | 2021 | 2022 | 2023 | 2024 |
| ------------------------- | ---- | ---- | ---- | ---- |
| UCI Women’s WorldTour     | -    | -    | -    | -    |
| andere UCI-Rennen         | 3    | 12   | 9    | 1    |
| nationale Meisterschaften | -    | 2    | 1    | -    |

## Platzierungen in der UCI-Weltrangliste
| UCI Ranking | UCI Ranking | UCI Ranking                     | UCI Ranking |
| Jahr        | Teamwertung | Einzelwertung                   |             |
| ----------- | ----------- | ------------------------------- | ----------- |
| 2022        | 17.         | Agnieszka Skalniak-Sójka (46. ) |             |
| 2023        | 28.         | Dominika Włodarczyk (94. )      |             |
| 2024        | 47.         | Nikola Bajgerová (354. )        |             |
|             |             |                                 |             |
| Quelle: UCI |             |                                 |             |